# José Maria Fidélis dos Santos
José Maria Fidélis dos Santos (São José dos Campos, 1944. március 13. – São José dos Campos, 2012. november 28.) brazil válogatott labdarúgó.
A brazil válogatott tagjaként részt vett az 1966-os világbajnokságon.

## Sikerei, díjai
Bangu
- Carioca bajnok (1): 1966

Vasco da Gama
- Carioca bajnok (1): 1970
- Brazil bajnok (1): 1974

ABC Natal
- Potiguar bajnok (1): 1976

Operário
- Mato-Grossense bajnok (1): 1978